# Villemain (Deux-Sèvres)
Villemain és un municipi francès situat al departament de Deux-Sèvres i a la regió de la Nova Aquitània. L'any 2007 tenia 174 habitants.

## Demografia

### Població
El 2007 la població de fet de Villemain era de 174 persones. Hi havia 76 famílies de les quals 20 eren unipersonals (4 homes vivint sols i 16 dones vivint soles), 40 parelles sense fills, 12 parelles amb fills i 4 famílies monoparentals amb fills.
La població ha evolucionat segons el següent gràfic:
Habitants censats

### Habitatges
El 2007 hi havia 128 habitatges, 81 eren l'habitatge principal de la família, 35 eren segones residències i 12 estaven desocupats. Tots els 125 habitatges eren cases. Dels 81 habitatges principals, 71 estaven ocupats pels seus propietaris, 8 estaven llogats i ocupats pels llogaters i 2 estaven cedits a títol gratuït; 8 tenien dues cambres, 12 en tenien tres, 19 en tenien quatre i 42 en tenien cinc o més. 63 habitatges disposaven pel capbaix d'una plaça de pàrquing. A 45 habitatges hi havia un automòbil i a 30 n'hi havia dos o més.

### Piràmide de població
La piràmide de població per edats i sexe el 2009 era:
| Homes | Edats   | Dones |
| ----- | ------- | ----- |
| 0     | 95 o +  | 0     |
| 0     | 90 a 94 | 0     |
| 0     | 85 a 89 | 8     |
| 8     | 80 a 84 | 4     |
| 12    | 75 a 79 | 8     |
| 0     | 70 a 74 | 8     |
| 4     | 65 a 69 | 8     |
| 12    | 60 a 64 | 8     |
| 0     | 55 a 59 | 8     |
| 0     | 50 a 54 | 0     |
| 0     | 45 a 49 | 0     |
| 16    | 40 a 44 | 12    |
| 0     | 35 a 39 | 0     |
| 4     | 30 a 34 | 4     |
| 8     | 25 a 29 | 4     |
| 4     | 20 a 24 | 0     |
| 12    | 15 a 19 | 8     |
| 0     | 10 a 14 | 8     |
| 0     | 5 a 9   | 0     |
| 4     | 0 a 4   | 0     |

## Economia
El 2007 la població en edat de treballar era de 92 persones, 63 eren actives i 29 eren inactives. De les 63 persones actives 53 estaven ocupades (32 homes i 21 dones) i 10 estaven aturades (4 homes i 6 dones). De les 29 persones inactives 13 estaven jubilades, 2 estaven estudiant i 14 estaven classificades com a «altres inactius».

### Ingressos
El 2009 a Villemain hi havia 79 unitats fiscals que integraven 169 persones, la mediana anual d'ingressos fiscals per persona era de 12.901 €.

### Activitats econòmiques
Dels 11 establiments que hi havia el 2007, 4 eren d'empreses de comerç i reparació d'automòbils, 2 d'empreses de transport, 2 d'empreses financeres i 3 d'empreses de serveis.
L'únic establiment comercial que hi havia el 2009 era una peixateria.
L'any 2000 a Villemain hi havia 26 explotacions agrícoles que ocupaven un total de 2.250 hectàrees.

## Poblacions més properes
El següent diagrama mostra les poblacions més properes.